# Frankrijk op het Eurovisiesongfestival 2005
Frankrijk deed in 2005 voor de achtenveertigste keer mee aan het Eurovisiesongfestival. In de Oekraïense hoofdstad Kiev werd het land vertegenwoordigd door Ortal met het lied "Chaqun pense à toi". Het land eindigde met 11 punten op de drieëntwintigste plaats.

## Nationale voorselectie
In tegenstelling tot de vorige jaren, koos men er opnieuw voor een nationale finale te organiseren.
De finale werd gehouden op 15 maart 2005. In totaal deden er 5 artiesten mee aan deze finale en de winnaar werd gekozen door een professionele jury en televoting.
| Volgorde | Lied                 | Artiest            | Plaats |
| -------- | -------------------- | ------------------ | ------ |
| 1        | Je m'envole          | Lionel Tim         | 3de    |
| 2        | "Chacun pense à soi" | Ortal              | 1ste   |
| 3        | C'est la vie         | Christophe Héraut  | 2de    |
| 4        | Casting              | Marjorie Galluccio | 5de    |
| 5        | Laissez moi rêver    | Karine Trecy       | 4de    |

## In Kiev
In Oekraïne moest Frankrijk optreden als 23ste en laatste, net na Letland. Op het einde van de puntentelling werd duidelijk dat Frankrijk de drieëntwintigste plaats had behaald met 11 punten.

### Gekregen punten
Nederland en België hadden geen punten over voor deze inzending.

#### Finale
| 12 punten          | 10 punten | 8 punten | 7 punten | 6 punten  |
| ------------------ | --------- | -------- | -------- | --------- |
|                    |           |          |          |           |
| 5 punten           | 4 punten  | 3 punten | 2 punten | 1 punt    |
| - Andorra - Israël |           |          |          | - Albanië |

### Punten gegeven door Frankrijk

#### Halve Finale
Punten gegeven in de halve finale:
| 12 punten | Portugal   |
| 10 punten | Monaco     |
| 8 punten  | Israël     |
| 7 punten  | België     |
| 6 punten  | Roemenië   |
| 5 punten  | Moldavië   |
| 4 punten  | Hongarije  |
| 3 punten  | Polen      |
| 2 punten  | IJsland    |
| 1 punt    | Denemarken |

#### Finale
Punten gegeven in de finale:
| 12 punten | Turkije              |
| 10 punten | Israël               |
| 8 punten  | Griekenland          |
| 7 punten  | Malta                |
| 6 punten  | Servië en Montenegro |
| 5 punten  | Roemenië             |
| 4 punten  | Spanje               |
| 3 punten  | Hongarije            |
| 2 punten  | Moldavië             |
| 1 punt    | Albanië              |